# Flashlight (canção de Kasia Moś)
Flashlight é uma canção da cantora Kasia Moś. Ela irá representar a Polónia no Festival Eurovisão da Canção 2017.